# Brenton Thwaites
Brenton Thwaites (sinh ngày 10 tháng 8 năm 1989) là một diễn viên người Úc nổi tiếng với vai Luke Gallagher trong bộ phim truyền hình thiếu niên của Fox8, Slide (2011), và sau đó là vai Stu Henderson trong phim nhiều kỳ opera Home and Away (2011–2012). Kể từ khi chuyển đến Hoa Kỳ, Thwaites đã đóng vai chính trong các phim Blue Lagoon: The Awakening (2012), Oculus (2013), The Giver (2014), Các vị thần Ai Cập (2016) và Pirates of the Caribbean: Dead Men Tell No Tales (2017).

## Sự nghiệp điện ảnh

### Phim điện ảnh
| Year | Title                                            | Role           | Notes            |
| ---- | ------------------------------------------------ | -------------- | ---------------- |
| 2010 | Charge Over You                                  | Sam            |                  |
| 2011 | Headsmen                                         | Max Patterson  | Short film       |
| 2012 | Save Your Legs                                   | Mark Cow       |                  |
| 2014 | Oculus                                           | Tim Russell    |                  |
| 2014 | Maleficent                                       | Prince Phillip |                  |
| 2014 | The Signal                                       | Nic Eastman    |                  |
| 2014 | The Giver                                        | Jonas          |                  |
| 2014 | Son of a Gun                                     | JR             |                  |
| 2015 | Ride                                             | Angelo         |                  |
| 2015 | Ruben Guthrie                                    | Chet           |                  |
| 2015 | That Sugar Film                                  | Bản thân anh   | Documentary film |
| 2016 | Các vị thần Ai Cập                               | Bek            |                  |
| 2017 | Pirates of the Caribbean: Dead Men Tell No Tales | Henry Turner   |                  |
| 2017 | An Interview with God                            | Paul Asher     | Filming          |
| CTB  | Office Uprising                                  | Desmond        | Filming          |
| CTB  | A Violent Separation                             | Norman         | Filming          |

### Truyền hình
| Năm     | Tên                        | Vai diễn             | Ghi chú                     |
| ------- | -------------------------- | -------------------- | --------------------------- |
| 2011    | Sea Patrol                 | Leigh Scarpia        | Episode: "Black Flights"    |
| 2011    | Slide                      | Luke Gallagher       | Vai chính; 10 episodes      |
| 2011    | Rove LA                    | Bản thân anh         | Part of the studio audience |
| 2011–12 | Home and Away              | Stu Henderson        | Recurring role; 57 episodes |
| 2012    | Blue Lagoon: The Awakening | Dean McMullen        | Phim truyền hình            |
| 2018    | Titans                     | Dick Grayson / Robin | Vai chính                   |

## Giải thưởng và đề cử
| Year | Award                        | Category                  | Nominated work                                   | Result    | Ref.  |
| ---- | ---------------------------- | ------------------------- | ------------------------------------------------ | --------- | ----- |
| 2014 | AiF Breakthrough Award       | Up-and-coming talent      | The Giver                                        | Đoạt giải | [ 6 ] |
| 2014 | EuroCinema Kawananakoa Award | Rising star               | His work                                         | Đoạt giải | [ 7 ] |
| 2014 | GQ Men of the Year           | Breakthrough Actor        | His work                                         | Đoạt giải | [ 8 ] |
| 2017 | Teen Choice Awards           | Choice Action Movie Actor | Pirates of the Caribbean: Dead Men Tell No Tales | Đề cử     | [ 9 ] |